# مهرآباد (ملایر)
مهرآباد (ملایر)، روستایی از توابع بخش مرکزی شهرستان ملایر در استان همدان ایران است.

## جمعیت
این روستا در دهستان حرم‌رود علیا قرار دارد و براساس سرشماری مرکز آمار ایران در سال ۱۳۹۵، جمعیت آن ۵۵۰ نفر (۱۷۳خانوار) بوده‌است.